# Ужасна нощ (филм, 1896)
„Ужасна нощ“ (на френски: Une nuit terrible) е френски късометражна няма комедия с елементи на ужасите от 1896 година, заснет от продуцента и режисьор Жорж Мелиес, който сам изпълнява главната роля.

## Сюжет
Един мъж, съдейки по външния му вид, най-вероятно арабин, се събужда през нощта от факта, че огромен паяк се промъква в леглото му. Ужасен, той скача, хваща метлата, която стои до кревата и започва да бие паяка. Паякът умира и пада на леглото. Мъжът взима мъртвия паяк, слага го в една ваза, която прибира в нощното шкафче.

## В ролите
- Жорж Мелиес като мъжът, който спи[3]

## Продукция
„Ужасна нощ“ е един от първите филми на Мелиес, в които той акцентира върху фантастиката. В него Мелиес не използва специални ефекти, а се ограничава до театралния маниер. Паякът всъщност е кукла на конци, използвана на принципа на марионетките.
Снимките на филма протичат в градината на Мелиес в родния му град Монтрьой под открито небе, използвайки слънчевата светлина и пердета като задни декори. Мелиес сам изпълнява ролята на мъжа, който се опитва да спи и е нападнат от паяка.